# St. Mauritius (Desingerode)

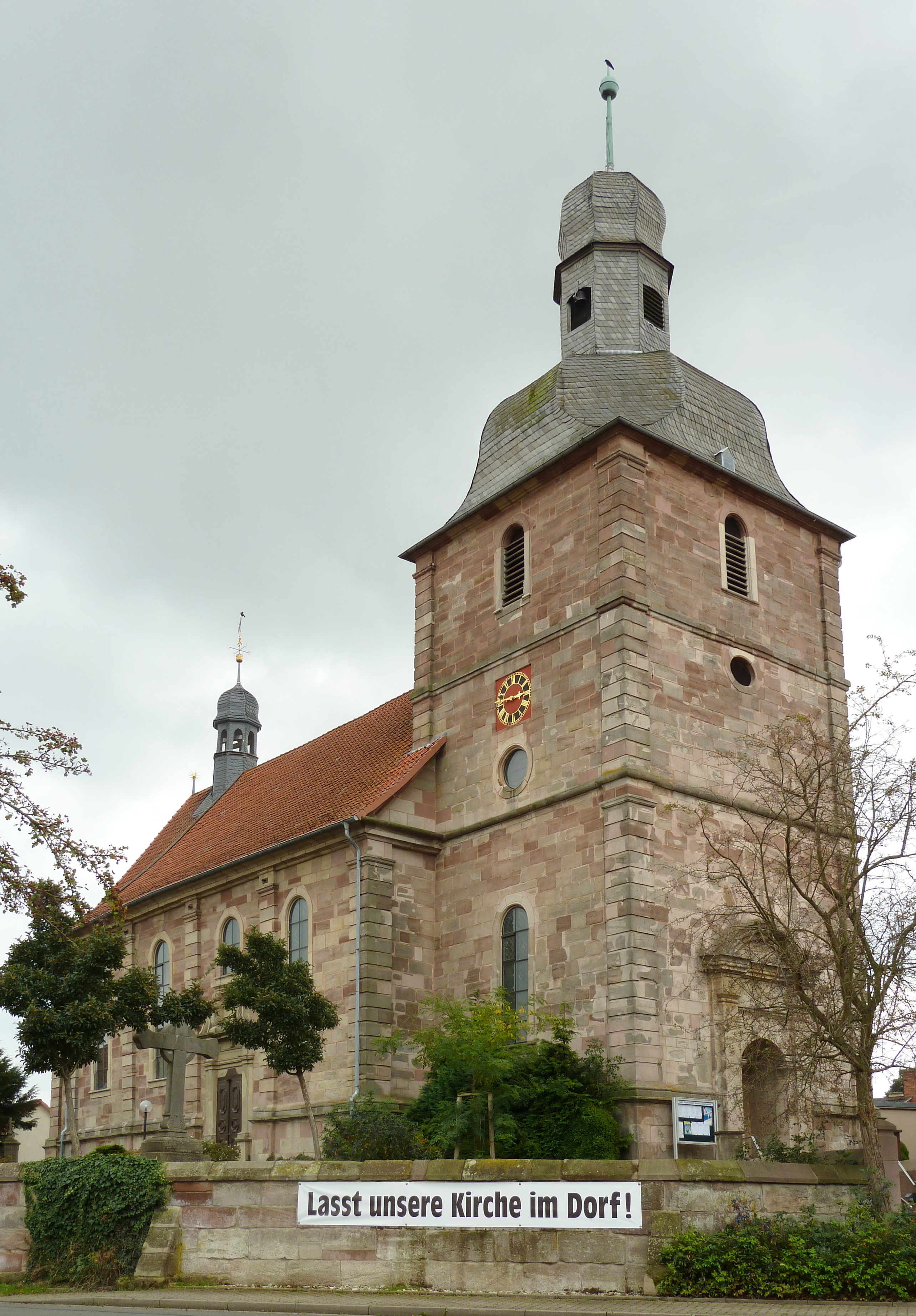
St. Mauritius

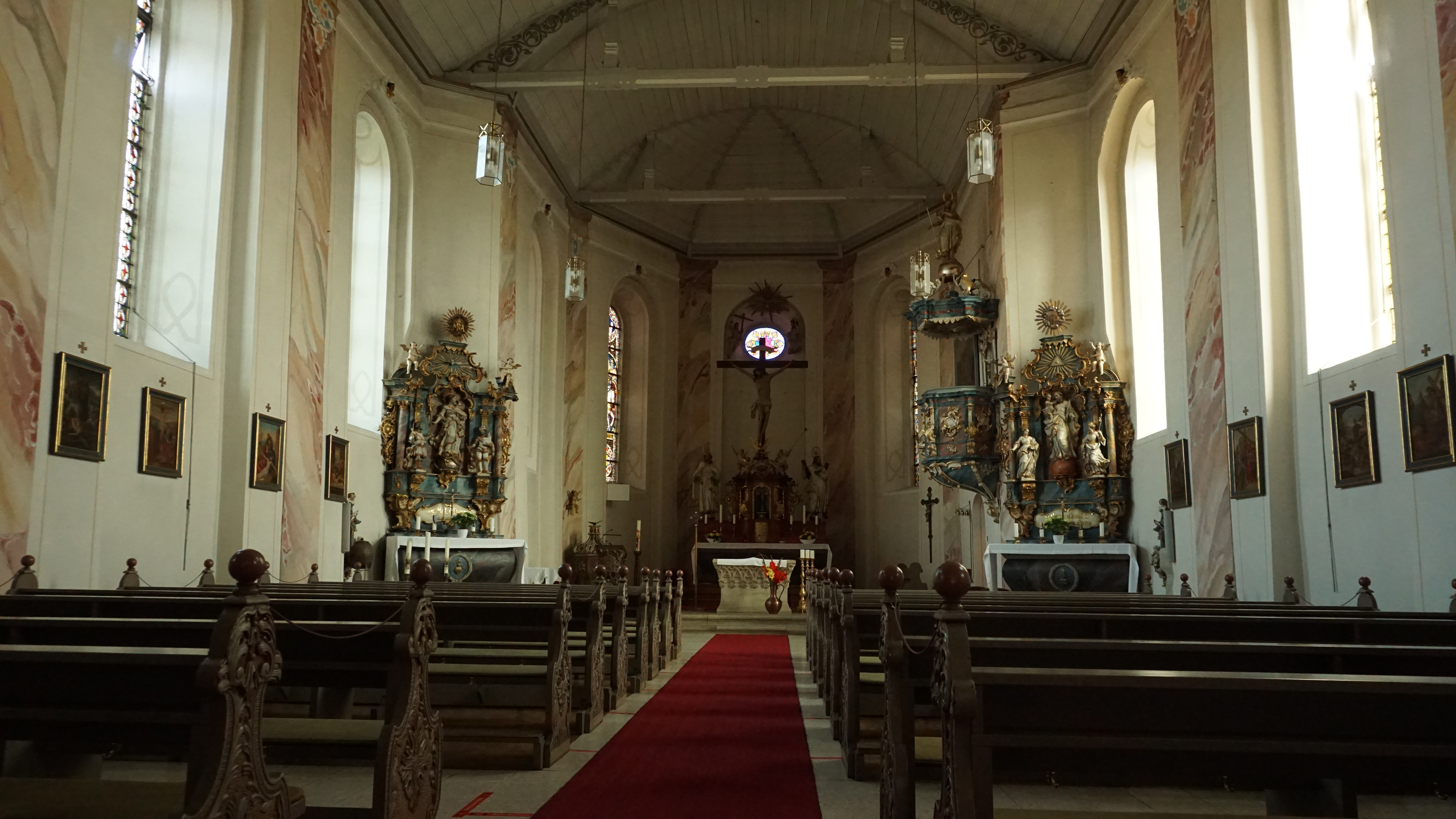
St. Mauritius Desingerode, Innenansicht

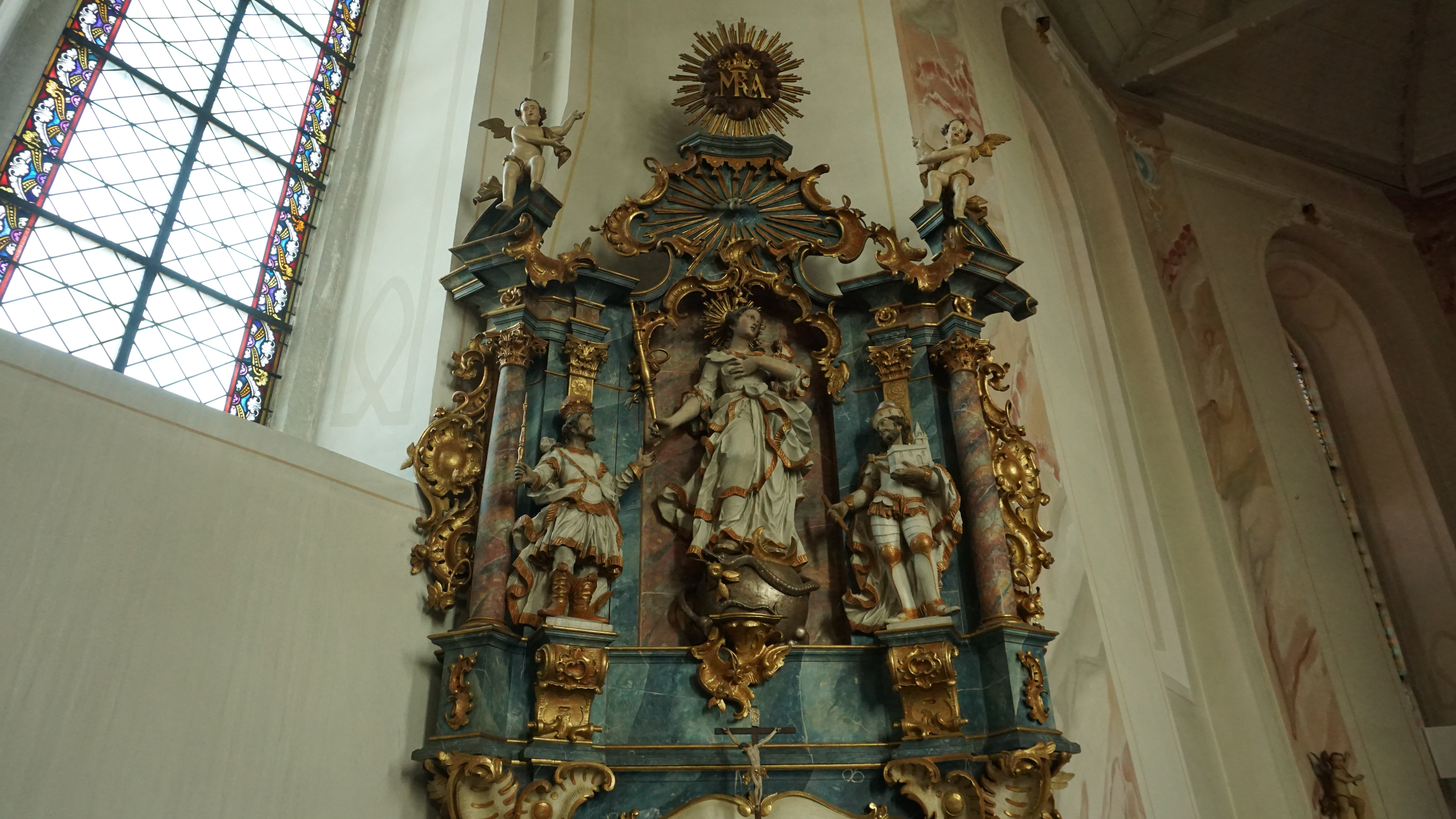
Marienaltar, Rokoko

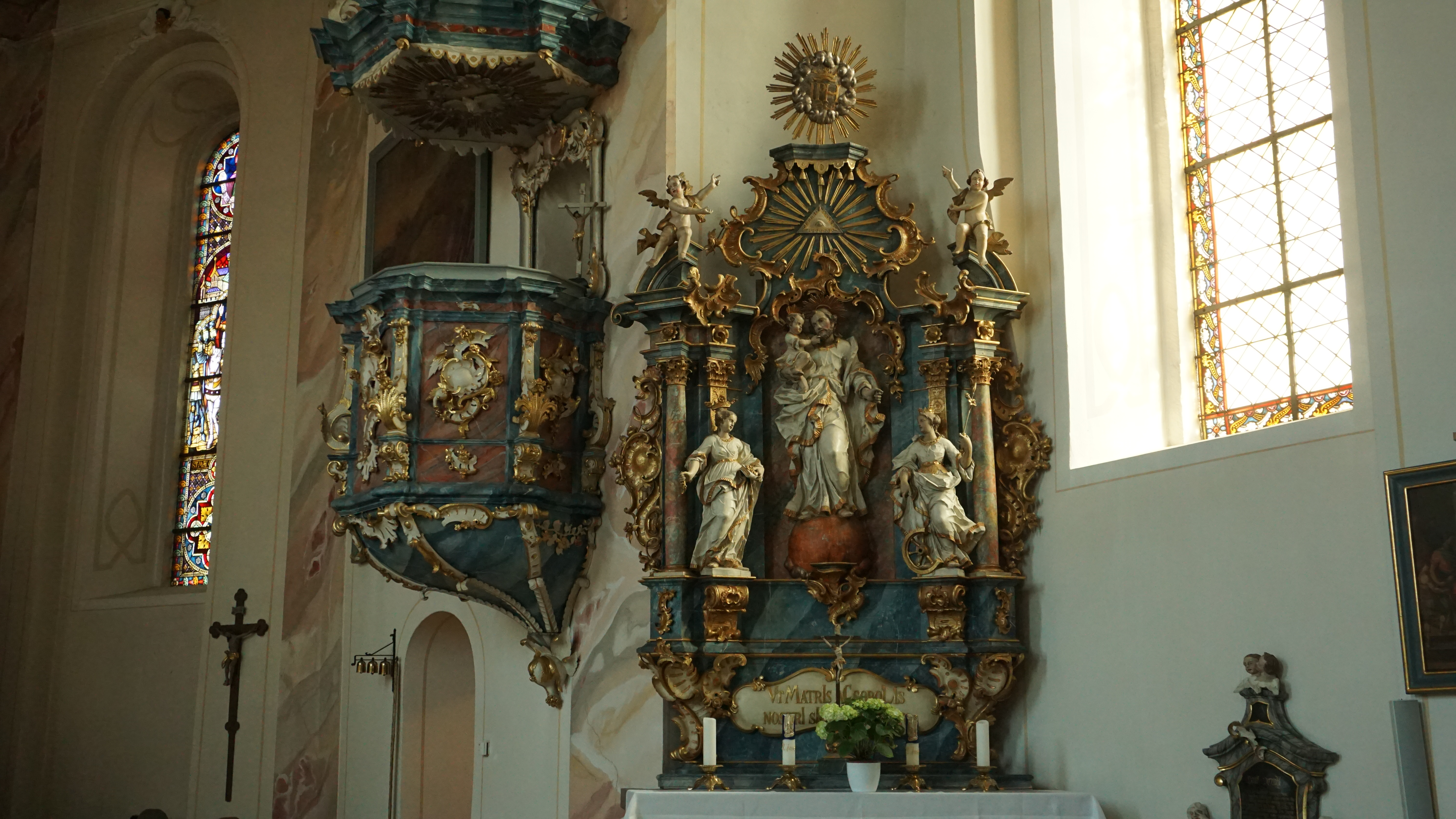
Kanzel und Josefsaltar, Rokoko

Die römisch-katholische denkmalgeschützte Kirche St. Mauritius steht in Desingerode, einem Ortsteil der Stadt Duderstadt im Landkreis Göttingen in Niedersachsen. Die Kirchengemeinde St. Mauritius gehört, nachdem sie als Pfarrei aufgelöst wurde, als Filialkirche zur Pfarrei St. Georg in Nesselröden im Dekanat Untereichsfeld des Bistums Hildesheim.

## Beschreibung
Die Desingeröder Kirche ist die vierte nachweisbare Kirche des Dorfes seit dem Jahr 1230. Sie wurde anstelle eines abgebrochenen Vorgängerbaus von 1749 bis 1754 errichtet. Am 14. Juli 1756 wurde sie vom Mainzer Weihbischof geweiht. Die Saalkirche besteht aus Natursteinmauerwerk. Das Langhaus aus vier Jochen ist mit Pilastern gegliedert. Der eingezogene Chor hat einen dreiseitigen Abschluss. Der eingezogene, quadratische, mit Ecksteinen versehene Kirchturm im Westen ist von einer glockenförmigen Haube bedeckt, auf der eine Laterne sitzt, die mit einer Turmkugel bekrönt ist. Hinter den Klangarkaden im obersten Geschoss des Turms befindet sich der Glockenstuhl. Ihn diesem hängen drei Kirchenglocken, die in der Glockengießerei Otto gegossen wurden. Die Sakristei befindet sich auf der Südseite des Chors. Die Portale sind an der Nord- und Südseite des Langhauses und an der Westseite des Turms. Die ursprünglichen Gewölbe wurden entfernt und durch ein hölzernes Tonnengewölbe ersetzt. 
Die wertvollsten Gegenstände der Kirchenausstattung sind der Marienaltar von 1762 und der Josefsaltar von 1764. Der unvollendete Hochaltar wurde aus verschiedenen Einzelstücken zusammengesetzt, die teilweise aus dem Vorgängerbau stammten. Die Figuren der Apostel stammen aus der Zeit vor 1693, der Beichtstuhl ist mit 1703 datiert, das Kruzifix ist von 1672 und der Tabernakel, der aus der Duderstädter Kirche Sankt Servatius gekauft wurde, von 1757. Der Volksaltar und der Ambo kamen 1980 in die Kirche. Die Orgel auf der Empore im Westen wurde 1867 von Heinrich Schaper gebaut.